# Papa Benedict al V-lea
Papa Benedict al V-lea (n. 900 d.Hr., Roma, Statele Papale – d. 4 iulie 965 d.Hr., Hamburg, Sfântul Imperiu Roman) a fost Papă al Romei pentru o singură lună, în 964. După alegerea sa, a fost destituit de Imperatorul German  Otto I (936 - 973) și predat în grija lui Adalag, arhiepiscopul de Hamburg - Bremen.  Papa Benedict al V-lea a decedat la Hamburg pe 4 Iulie 966. 